# Bulbophyllum marginatum
Bulbophyllum marginatum là một loài phong lan thuộc chi Bulbophyllum.